# Stereo hearts
Stereo Hearts is een lied van de rapgroep Gym Class Heroes met Maroon 5-zanger Adam Levine. Het is de eerste single van het album The Papercut Chronicles II.

## Achtergrond
Het nummer, geschreven door Travie McCoy, Adam Levine, Ammar Malik, RoboPop en Benny Blanco en geproduceerd door de laatste twee, opent met een deel van het refrein waarin Levine zingt "My heart's a stereo, it beats for you so listen close, hear my thoughts in every note, oh oh". Vervolgens start het eerste couplet met een rap van McCoy.
Door critici wordt het lied gezien als een zomers, uptempo-nummer wat iets 'gladder' geproduceerd is dan de rest van de nummers van de Gym Class Heroes.

## Hitnoteringen

### Nederlandse Top 40
| Hitnotering: 30-07-2011 t/m 19-11-2011 | Hitnotering: 30-07-2011 t/m 19-11-2011 | Hitnotering: 30-07-2011 t/m 19-11-2011 | Hitnotering: 30-07-2011 t/m 19-11-2011 | Hitnotering: 30-07-2011 t/m 19-11-2011 | Hitnotering: 30-07-2011 t/m 19-11-2011 | Hitnotering: 30-07-2011 t/m 19-11-2011 | Hitnotering: 30-07-2011 t/m 19-11-2011 | Hitnotering: 30-07-2011 t/m 19-11-2011 | Hitnotering: 30-07-2011 t/m 19-11-2011 | Hitnotering: 30-07-2011 t/m 19-11-2011 | Hitnotering: 30-07-2011 t/m 19-11-2011 | Hitnotering: 30-07-2011 t/m 19-11-2011 | Hitnotering: 30-07-2011 t/m 19-11-2011 | Hitnotering: 30-07-2011 t/m 19-11-2011 | Hitnotering: 30-07-2011 t/m 19-11-2011 | Hitnotering: 30-07-2011 t/m 19-11-2011 | Hitnotering: 30-07-2011 t/m 19-11-2011 | Hitnotering: 30-07-2011 t/m 19-11-2011 |
| Week:                                  | 1                                      | 2                                      | 3                                      | 4                                      | 5                                      | 6                                      | 7                                      | 8                                      | 9                                      | 10                                     | 11                                     | 12                                     | 13                                     | 14                                     | 15                                     | 16                                     | 17                                     |                                        |
| -------------------------------------- | -------------------------------------- | -------------------------------------- | -------------------------------------- | -------------------------------------- | -------------------------------------- | -------------------------------------- | -------------------------------------- | -------------------------------------- | -------------------------------------- | -------------------------------------- | -------------------------------------- | -------------------------------------- | -------------------------------------- | -------------------------------------- | -------------------------------------- | -------------------------------------- | -------------------------------------- | -------------------------------------- |
| Positie:                               | 34                                     | 24                                     | 21                                     | 19                                     | 14                                     | 11                                     | 8                                      | 8                                      | 8                                      | 10                                     | 16                                     | 18                                     | 18                                     | 22                                     | 24                                     | 30                                     | 37                                     | uit                                    |

### NederlandseSingle Top 100
| Hitnotering: 30-07-2011 t/m 12-11-2011 | Hitnotering: 30-07-2011 t/m 12-11-2011 | Hitnotering: 30-07-2011 t/m 12-11-2011 | Hitnotering: 30-07-2011 t/m 12-11-2011 | Hitnotering: 30-07-2011 t/m 12-11-2011 | Hitnotering: 30-07-2011 t/m 12-11-2011 | Hitnotering: 30-07-2011 t/m 12-11-2011 | Hitnotering: 30-07-2011 t/m 12-11-2011 | Hitnotering: 30-07-2011 t/m 12-11-2011 | Hitnotering: 30-07-2011 t/m 12-11-2011 | Hitnotering: 30-07-2011 t/m 12-11-2011 | Hitnotering: 30-07-2011 t/m 12-11-2011 | Hitnotering: 30-07-2011 t/m 12-11-2011 | Hitnotering: 30-07-2011 t/m 12-11-2011 | Hitnotering: 30-07-2011 t/m 12-11-2011 | Hitnotering: 30-07-2011 t/m 12-11-2011 | Hitnotering: 30-07-2011 t/m 12-11-2011 | Hitnotering: 30-07-2011 t/m 12-11-2011 |
| Week:                                  | 1                                      | 2                                      | 3                                      | 4                                      | 5                                      | 6                                      | 7                                      | 8                                      | 9                                      | 10                                     | 11                                     | 12                                     | 13                                     | 14                                     | 15                                     | 16                                     |                                        |
| -------------------------------------- | -------------------------------------- | -------------------------------------- | -------------------------------------- | -------------------------------------- | -------------------------------------- | -------------------------------------- | -------------------------------------- | -------------------------------------- | -------------------------------------- | -------------------------------------- | -------------------------------------- | -------------------------------------- | -------------------------------------- | -------------------------------------- | -------------------------------------- | -------------------------------------- | -------------------------------------- |
| Positie:                               | 32                                     | 35                                     | 26                                     | 36                                     | 30                                     | 29                                     | 1                                      | 1                                      | 1                                      | 39                                     | 47                                     | 49                                     | 52                                     | 70                                     | 75                                     | 81                                     | uit                                    |